# Vrt naslade
Vrt zemaljske naslade je najtajanstvenije djelo Hieronymusa Boscha (1450. – 1516.), osobito središnji retabl na kojemu su prikazane nagi parovi u općenju okruženi golemim pticama i voćem. Slika je izvedena kao triptih od tri retabla, poput slika na crkvenim oltarima, i zapravo je moralna kritika prirode grijeha i osjetnih užitaka, prikazana početkom i krajem svijeta. Prvi retabl prikazuje nastanak svijeta u krajoliku u daljini, potom rajske životinje u bližem planu i naposljetku "Bog predstavlja Evu Adamu" u prvom planu. Treći retabl prikazuje apokaliptičnu viziju svršetka svijeta, Otkrivenje.
Iako prikazani likovi izgledaju originalno bizarni, oni imaju svoje prethodnike u hibridnim čudovištima (bestiarij) na marginama srednjovjekovnih iluminiranih rukopisa.
Bosch je zbog ove slike bio obilježen kao liberal, heretik, reformist i čak nadrealist. No, sigurno je samo da je Bosch bio primjeran građanin, konvencionalan katolik, čije su mušterije redom bile bogati plemići i visoki crkveni oci, premda skeptičnog pogleda na božansko i ljudsko. Konzervativni katolički dvor španjolskog kralja Filipa II. skupljao je njegove radove, koje su smatrali najoštrijom kritikom nemorala, i čak jedan od umjetnika koji je kopirao njegov stilbio je Pieter Brueghel stariji.
- Zatvroeni triptih prikazuje svijet prilikom nastanka (Treći dan), prije prvih ljudi
- Detalj središnjeg retabla sa sferom u vodi koju obožavaju lascivni parovi
- Jedna od nagih djevojaka na glavi nosi trešnju, simbol ponosa, a muškarci halapljivo piju iz organske posude, a neki vire iz dagnje, afrodizijaka
- "Kraljević pakla" hrani se dušama griješnih svećenika

## Vanjske poveznice
- Slika u muzeju Prado  Arhivirana inačica izvorne stranice od 21. lipnja 2013. (Wayback Machine)